# 基勒鎮區 (密歇根州)
基勒鎮區（英語：Keeler Township）是位於美國密歇根州范布倫縣的一個行政鎮區。

## 地方資料
基勒鎮區的面積為90.70平方千米，當中陸地面積為88.10平方千米，而水域面積為2.60平方千米。根據2020年美國人口普查的數據，當地共有人口1968人，而人口密度為每平方千米21.7人。